# Mathias Rocher
Mathias Rocher (ur. 30 września 1989 r. w Rostocku) – niemiecki wioślarz.

## Osiągnięcia
- Mistrzostwa Świata Juniorów – Amsterdam 2006 – czwórka bez sternika – 2. miejsce[1].
- Mistrzostwa Świata Juniorów – Pekin 2007 – jedynka – 2. miejsce[1].
- Mistrzostwa Świata – Poznań 2009 – jedynka – 5. miejsce[1].
- Mistrzostwa Europy – Montemor-o-Velho 2010 – czwórka podwójna – 4. miejsce[1].